# Eufrosino della Volpaia
Eufrosino della Volpaia (Firenze, tra 1494 e 1500 – Francia, XVI secolo) è stato un inventore e orologiaio italiano.
Orologiaio, costruttore e inventore di strumenti scientifici, Eufrosino proseguì, come i fratelli Benvenuto e Camillo, l'attività del padre Lorenzo. Del 1516 è il suo primo orologio datato e firmato, oggi al National Maritime Museum di Greenwich. Nel 1520 costruì l'orologio notturno esposto presso il Museo Galileo di Firenze (inv. 3264), e nel 1525 l'astrolabio del British Museum di Londra. A Venezia, dove soggiornò nel 1530, progettò uno strumento per misurare le distanze e le altezze documentato nel taccuino manoscritto del fratello Benvenuto, conservato presso la Biblioteca Marciana di Venezia. Svolse anche l'attività di architetto dirigendo nel 1534 i lavori della Fortezza da Basso, progettata da Antonio da Sangallo.
Fu anche un esperto cartografo. Nel 1542 costruì un globo terrestre, che oggi si trova all'Hispanic Society of America di New York, mentre nel 1547 eseguì la Mappa della Campagna romana al tempo di Paolo III, di fondamentale importanza per la ricerca storica cartografica.
Morì in Francia, come sappiamo dal "Taccuino" di Benvenuto, in data sconosciuta.